# 关市
關市（日语：／ Seki shi */?）是日本中部岐阜县中部的城市，是锐器的著名产地。「關之孫六」（関の孫六）是關市的日本刀名匠。
2005年2月7日，武儀郡武藝川町、洞戶村、板取村、武儀町及上之保村併入關市，使關市的轄區達到現在的規模。

## 交通

### 铁路
- 长良川铁道
  - 關富岡站-刃物会馆前站-关站-關市役所前站-關下有知站

### 道路
- 东海北陆自动车道：关出入口处
- 东海环状自动车道：关广见出入口处

### 高速大巴
- 名铁巴士
  - 高速名古屋线：名铁巴士中心（名古屋市）-关市

## 教育

### 大学
- 中部学院大学
- 岐阜医疗科学大学

### 高等专业学校
- 中日本空航专门学校

### 高级中学
- 关市立关商工学校
- 歧阜县立关高等学校
- 歧阜县立关有知高等学校

## 姐妹城市・友好城市
- 冰見市（富山縣、1999年姐妹城市宣言）
- 黄石市（中華人民共和國、1997年友好城市宣言）
- 摩基達斯克魯易斯市（巴西聯邦共和國、1969年姐妹都市宣言）

## 外部連結
- 関市役所 （页面存档备份，存于）